# Manifestación «Prou! Recuperem el seny»

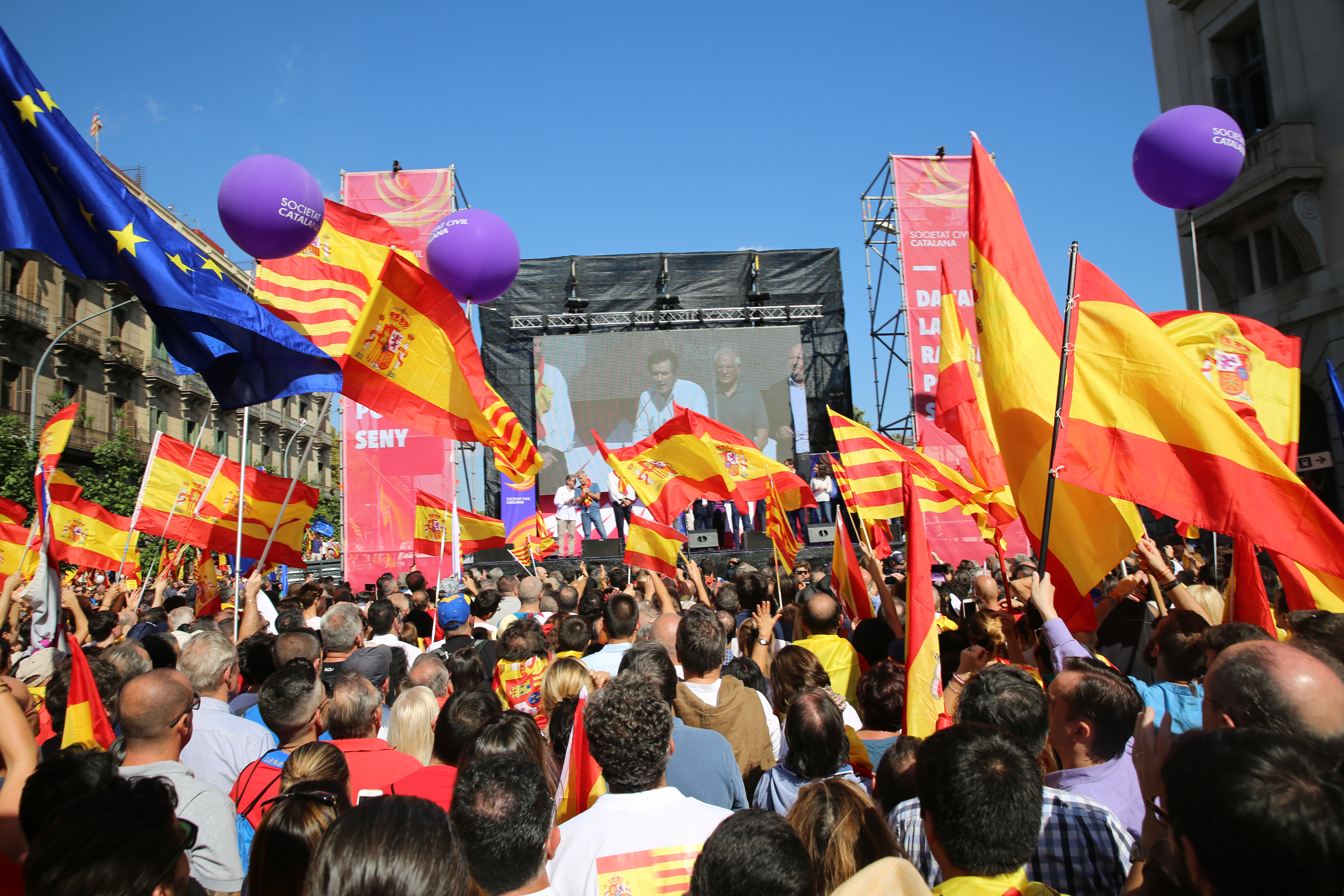
Manifestación a la altura de la avenida Marqués de Argentera

La manifestación "Prou! Recuperem el Seny" («¡Basta! Recuperemos el sentido común» en catalán) fue una manifestación convocada por Sociedad Civil Catalana el 8 de octubre de 2017 a las 12.00 en la Plaza Urquinaona de Barcelona (España). El objetivo principal de la manifestación fue protestar contra el proceso independentista de Cataluña y reclamar la unidad de España. La manifestación acogió a 950.000 personas según la entidad convocante (350.000 personas según la Guardia Urbana de Barcelona).

## Convocatoria
La convocatoria inicial fue hecha por la entidad Sociedad Civil Catalana, la cual llamó a la Cataluña silenciada, animándola a manifestarse para decir «¡Basta!» al proceso independentista catalán. Los organizadores querían que se tratase de la manifestación en defensa de la Constitución Española más grande de la historia de Barcelona, tal y como lo indicó su vicepresidente Álex Ramos, en una convocatoria de prensa.
Posteriormente, otros partidos como el Partido Popular, Ciudadanos, el Partido de los Socialistas de Cataluña, Plataforma por Cataluña, UPyD y Vox, se sumaron a la convocatoria, convocando a sus militantes. Se confirmó la presencia de varios líderes políticos, como Cristina Cifuentes, Dolors Montserrat, Xavier García Albiol, Albert Rivera o Inés Arrimadas.
Varias asociaciones y entidades también se sumaron a la convocatoria: Concordia Cívica, Somatemps, Empresarios de Cataluña, Espanya i Catalans o Hazte Oír.
Se pidió a los asistentes que la manifestación fuese cívica, pacífica y con tono constructivo, y se animó a los asistentes a llevar banderas catalanas, españolas y europeas, para defender la pluralidad del movimiento unionista. La entidad organizadora Societat Civil desplegó un férreo servicio de orden y advirtió que retiraría de su manifestación cualquier símbolo no constitucional.

## Recorrido y discursos

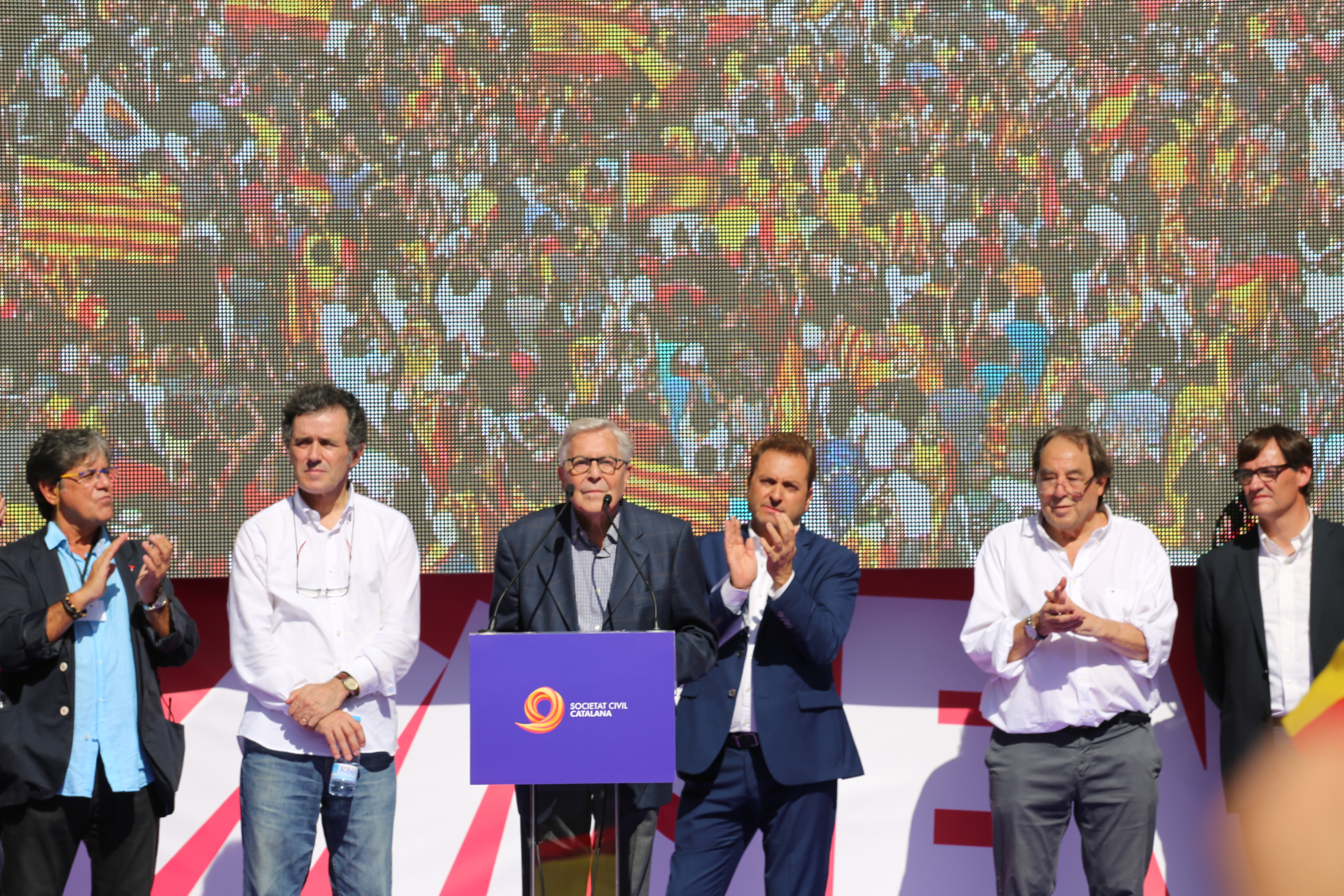
Carlos Jiménez Villarejo.

La concentración empezó en la Plaza de Urquinaona y finalizó en la Estación de Francia. La manifestación estuvo encabezada por la ministra de Sanidad, Dolors Montserrat; el delegado del Gobierno español Enric Millo; el premio Nobel Mario Vargas Llosa; Josep Borrell, Mariano Gomà y Carlos Jiménez Villarejo. La asistencia desbordó el recorrido oficial, ocupando también la calle Fontanella, la ronda San Pedro, la calle Trafalgar y buena parte de las calles adyacentes a Vía Layetana. 
Además de los políticos mencionados, asistieron otras personalidades como los catedrático de Derecho Constitucional Francesc de Carreras y Teresa Freixes; el exministro Josep Piqué; la portavoz de Libres e Iguales, Cayetana Álvarez de Toledo; el escritor Arcadi Espada y los eurodiputados Santiago Fisas, Enrique Calvet y Teresa Giménez Barbat; Javier Tebas, presidente de la Liga Nacional de Fútbol Profesional  y el aristócrata Álvaro de Marichalar, entre otros.
Durante la manifestación, se gritaron consignas como "Puigdemont a prisión", "Esta es nuestra policía", "Yo soy español" o "Viva España, viva Cataluña", "viva la Guardia Civil" y "No estáis solos."
Al final hicieron discursos varias personalidades, incluyendo el premio Nobel de Literatura Mario Vargas Llosa y el expresidente del Parlamento Europeo Josep Borrell, que leyeron el manifiesto final.
Vargas Llosa dijo que «ninguna conjura independentista destruirá la democracia española, que está aquí para quedarse» y alertó de que «la pasión nacionalista es la peor de todas, la que ha causado más estragos en Europa».
Por su parte, el exdirigente socialista Josep Borrell arremetió contra varios dirigentes catalanes, como la presidenta del Parlament, Carme Forcadell, a quien dijo que tenía que haber dimitido antes de decir que "que quienes votan a determinados partidos no son catalanes".

## Incidentes
A la una y media se prendió fuego delante de la tienda de Apple del Paseo de Gracia, donde un grupo de manifestantes impidió el paso de los bomberos que se dirigían al lugar de los incidentes. Hacia las dos, unas 1.500 personas se reunieron delante de la comisaría de la Plaza de España e insultaron a los agentes. Pasadas las dos, hubo varios incidentes en el Paseo de San Juan, inclusive peleas entre grupos de manifestantes. Al acabar la manifestación, aproximadamente a las tres de la tarde, un grupo de participantes se dirigió al Parque de la Ciudadela para ir al Parlamento de Cataluña, donde abuchearon a los Mozos. Un grupo golpeó un furgón de los mozos dentro del parque Un grupo de manifestantes fue hacia la Plaza de San Jaime, donde también fueron increpados los agentes que había delante del Palacio de la Generalidad y delante del Ayuntamiento de Barcelona. Un manifestante rompió un cristal de un edificio con "estelades" y señeras colgadas cerca de Arco de Triunfo. El líder de Podemos, Pablo Iglesias, fue abucheado en la Estación de Barcelona Sants por un grupo de cincuenta personas que llegaban a la ciudad para asistir a la manifestación.